# 佐藤弘明
佐藤 弘明（さとう ひろあき、1932年2月5日 - 1988年1月1日）は、兵庫県尼崎市出身のサッカー選手、サッカー指導者。ポジションはFB。長女は元OSK日本歌劇団の緒花朋（オバナトモ）。

## 経歴
兵庫県立尼崎高校ではサッカー部に所属。1951年に関西学院大学に進学してサッカー部に入部した。徳弘隆、木村現および平木隆三が同期に当たり、在学中は東西学生蹴球対抗王座決定戦で優勝2回、関西学生サッカーリーグで優勝3回を経験した。また、大学4年次の1955年1月2日に開催された国際親善試合（ビルマ（保健大臣チーム）戦）で日本代表初出場を果たした。
1955年3月に大学を卒業して川惣電機工業に入社した。1955年5月に開催された第35回天皇杯全日本サッカー選手権大会で全関学（在学生およびOBで構成される混成チーム）のメンバーに選出され、大会優勝に貢献した。
1956年にメルボルン五輪の日本代表に選出されてオーストラリア代表戦に出場した。1958年のアジア競技大会にも日本代表として出場した。
1958年および1959年には関学クラブのメンバーとして2度の天皇杯（第39回および第40回）で2連覇を果たした。
現役引退後は阪南大学サッカー部の監督を務めた。

## 所属クラブ
- 兵庫県立尼崎高校
- 関西学院大学/全関学
- 川惣電機工業[要出典]
- 全関学/関学クラブ

## 代表歴

### 出場大会
- メルボルン五輪(1956)
- 第3回アジア競技大会(1958)

### 試合数
- 国際Aマッチ 15試合 0得点(1955-1959)

| 日本代表 | 国際Aマッチ | 国際Aマッチ | その他 | その他 | 期間通算 | 期間通算 |
| 年       | 出場        | 得点        | 出場   | 得点   | 出場     | 得点     |
| -------- | ----------- | ----------- | ------ | ------ | -------- | -------- |
| 1955     | 5           | 0           | 3      | 0      | 8        | 0        |
| 1956     | 3           | 0           | 3      | 1      | 6        | 1        |
| 1957     | 0           | 0           | 7      | 0      | 7        | 0        |
| 1958     | 4           | 0           | 2      | 0      | 5        | 0        |
| 1959     | 3           | 0           | 6      | 0      | 9        | 0        |
| 通算     | 15          | 0           | 21     | 1      | 36       | 1        |

### 出場
| No. | 開催日         | 開催都市         | スタジアム                 | 対戦相手       | 結果       | 監督     | 大会             |
| --- | -------------- | ---------------- | -------------------------- | -------------- | ---------- | -------- | ---------------- |
| 1.  | 1955年01月02日 | ラングーン       |                            | ビルマ         | △1-1       | 竹腰重丸 | 国際親善試合     |
| 2.  | 1955年01月05日 | ラングーン       |                            | ビルマ         | ●0-3       | 竹腰重丸 | 国際親善試合     |
| 3.  | 1955年01月08日 | ラングーン       |                            | ビルマ         | △1-1       | 竹腰重丸 | 国際親善試合     |
| 4.  | 1955年01月11日 | ラングーン       |                            | ビルマ         | ○1-0       | 竹腰重丸 | 国際親善試合     |
| 5.  | 1955年10月09日 | 東京都           | 後楽園競輪場               | ビルマ         | △0-0       | 竹腰重丸 | 国際親善試合     |
| 6.  | 1956年06月03日 | 東京都           | 後楽園競輪場               | 韓国           | ○2-0       | 竹腰重丸 | オリンピック予選 |
| 7.  | 1956年06月10日 | 東京都           | 後楽園競輪場               | 韓国           | ●0-2(延長) | 竹腰重丸 | オリンピック予選 |
| 8.  | 1956年11月27日 | メルボルン       |                            | オーストラリア | ●0-2       | 竹腰重丸 | オリンピック     |
| 9.  | 1958年05月26日 | 東京都           | 東京蹴球場                 | フィリピン     | ●0-1       | 川本泰三 | アジア大会       |
| 10. | 1958年05月28日 | 東京都           | 国立霞ヶ丘競技場陸上競技場 | 香港           | ●0-2       | 川本泰三 | アジア大会       |
| 11. | 1958年12月25日 | 香港             |                            | 香港           | ●2-5       | 竹腰重丸 | 国際親善試合     |
| 12. | 1958年12月28日 | クアラルンプール |                            | マラヤ         | ●2-6       | 竹腰重丸 | 国際親善試合     |
| 13. | 1959年01月04日 | ペナン           |                            | マラヤ         | ○3-1       | 竹腰重丸 | 国際親善試合     |
| 14. | 1959年01月10日 | シンガポール     |                            | シンガポール   | ○4-3       | 竹腰重丸 | 国際親善試合     |
| 15. | 1959年01月11日 | シンガポール     |                            | シンガポール   | ●2-3       | 竹腰重丸 | 国際親善試合     |

## 指導歴
- 阪南大学